# Río (Arzúa)
Río (en gallego y oficialmente, O Río) es una aldea española situada en la parroquia de Castañeda, del municipio de Arzúa, en la provincia de La Coruña, Galicia.

## Demografía
| Gráfica de evolución demográfica de Río entre 2000 y 2018 |
|                                                           |
| Datos según el nomenclátor publicado por el INE.          |